# Volvo V70R

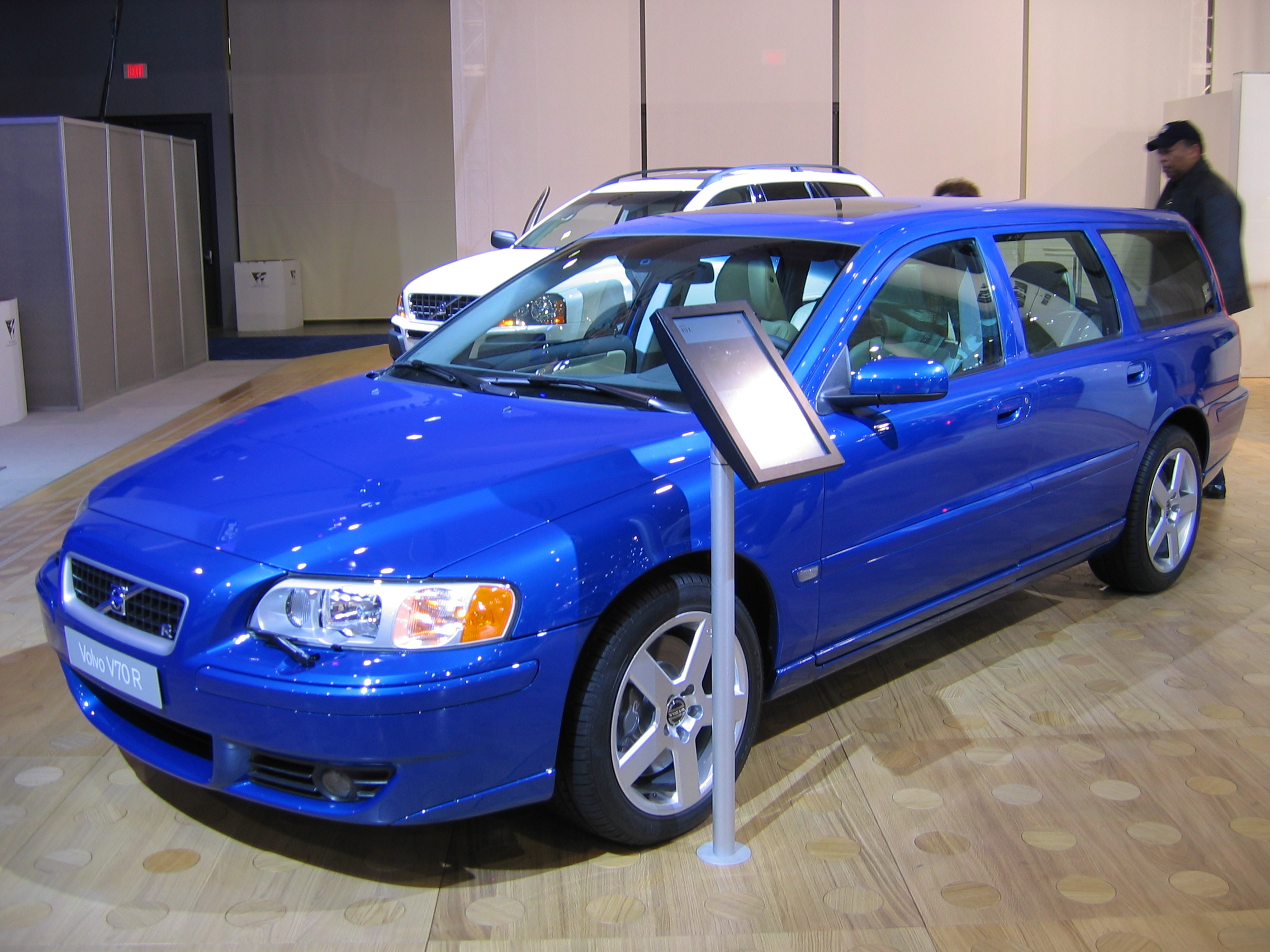
V70R.

Volvo Personvagnars V70R AWD är en sportigare modell av V70:n, men en egen modell ändå. R står för Refined och betyder att bilen är "förfinad", vilket på Volvospråk innebär att bilen har en högre prestanda och ett sportigare utseende. R:et som indikerar modellens säregenhet återfinns på flera ställen på bilen så som i grillen, ratten, bromsoken, fälgarna och i klädseln. Motsvarande bil finns även som sedanmodell under namnet Volvo S60 R AWD.

## Några skillnader mellan V70R och V70
- Aktivt Chassi (Four-C, Continously Controlled Chassis Concept) med lägena Comfort / Sport / Advanced
- Brembo fyrkolvsok och 330 mm bromsskivor
- Blå mätartavlor (se bild)
- Pegasus R-fälgar i 17- eller 18 tum
- Sexväxlad manuell växellåda alternativt femstegad eller sexstegad automatiskt växlad låda
- Annan front för att rymma laddluftkylare, mindre och runda dimljus, andra lysen och annan grill
- Elstyrd förarstol (elstyrd passagerarstol är tillval)
- Egna lackfärger och egen läderklädsel som inte går att få i standardmodellen

## Motor och prestanda
Bilen har en 2,5 liters turboladdad bensinmotor på 300 hästkrafter, med ett maximalt vridmoment på 400Nm vid 1950-5250 RPM och finns med både manuell och automatisk växellåda på årsmodellerna 2006-2007. Tidigare årsmodeller, 2004-2005, med 5-stegs automat kunde enbart fås med 350Nm (vid 1800-6000 varv/min).  Effekten är 300hk (220kW) vid 5500 varv/min (5-stegs automat 300hk vid 6000 varv/min) och topphastigheten är elektroniskt begränsad till 250 km/h. Accelerationen 0-100 km/h är 5,9 sekunder med manuell växellåda och 6,9 sekunder med automatisk växellåda. Bilen är försedd med manuell 6-växlad låda eller en 5-stegs automatisk växellådan från 2004-2005 vilken ersattes av en 6-stegad automatisk växellåda från och med 2006. Den nyare automatiska växellådan med lock-up har möjlighet till manuell växling, benämnd geartronic. 
V70R driver normalt 95% på framhjulen och 5% på bakhjulen. På årsmodellerna 2004 och 2005 ökas andelen bakhjulsdrift då grepp saknas på framhjulen i mer än 1/7 hjulvarv, vilket styrs av en Haldexkoppling generation 2. På årsmodell 2006 har man haldex generation 3, och här ökas andelen bakhjulsdrift direkt vid hjulspinn på framhjulen, av volvo kallas detta Instant traction. Haldex generation 3 användes av volvo på årsmodeller mellan 2005 och 2008.